# Episodi di Scandal (prima stagione)
La prima stagione della serie televisiva Scandal è stata trasmessa in prima visione negli Stati Uniti dall'emittente ABC dal 5 aprile al 17 maggio 2012.
In Italia è stata trasmessa in prima visione sul canale satellitare Fox Life dal 13 novembre al 18 dicembre 2012.
In chiaro è stata trasmessa su Rai 3 dal 24 ottobre al 29 novembre 2013.
| nº | Titolo originale      | Titolo italiano         | Prima TV USA   | Prima TV Italia  |
| -- | --------------------- | ----------------------- | -------------- | ---------------- |
| 1  | Sweet Baby            | Sweet Baby              | 5 aprile 2012  | 13 novembre 2012 |
| 2  | Dirty Little Secrets  | Piccoli scomodi segreti | 12 aprile 2012 | 20 novembre 2012 |
| 3  | Hell Hath No Fury     | Furia vendicatrice      | 19 aprile 2012 | 27 novembre 2012 |
| 4  | Enemy of the State    | Nemico giurato          | 26 aprile 2012 | 4 dicembre 2012  |
| 5  | Crash and Burn        | A ferro e fuoco         | 3 maggio 2012  | 11 dicembre 2012 |
| 6  | The Trail             | La storia               | 10 maggio 2012 | 18 dicembre 2012 |
| 7  | Grant: For the People | Grant: per la gente     | 17 maggio 2012 | 18 dicembre 2012 |

## Sweet Baby
- Titolo originale: Sweet Baby
- Diretto da: Paul McGuigan
- Scritto da: Shonda Rhimes

### Trama
La giovane avvocatessa Quinn Perkins è in soggezione quando viene invitata a lavorare alla Olivia Pope e Associati, una società di gestione delle crisi per proteggere e difendere le immagini pubbliche dell'élite della nazione. Quinn lavora accanto al suo idolo Olivia Pope, una donna che è pronta ad aiutare i suoi clienti, non importa quale sia il costo. Ma quando Sullivan St. James, un decorato veterano di guerra, è accusato di omicidio e una stagista della Casa Bianca, Amanda Tanner, accusa il presidente Fitzgerald di avere una relazione, Quinn scopre che nulla è come sembra.

## Piccoli scomodi segreti
- Diretto da: Roxann Dawson
- Scritto da: Heather Mitchell
- Titolo originale: Dirty Little Secrets

### Trama
La nuova cliente della Pope & Associates', è la signora Sharon Marquette, nota maîtresse, determinata a proteggere la sua lista clienti, che contiene i nomi di alcuni dei personaggi più eminenti della capitale. Ma si capisce subito che Olivia protegge molto di più che la semplice signora. Nel frattempo, Quinn deve sorvegliare la stagista Amanda Tanner, e scopre che qualcuno è determinato a mettere la storia della vicenda di Amanda con il presidente in prima pagina.

## Furia vendicatrice
- Titolo originale: Hell Hath No Fury
- Diretto da: Allison Liddi-Brown
- Scritto da: Matt Byrne

### Trama
La squadra prende il figlio di una milionaria come loro cliente successivo e lavora per ripulire il suo nome quando viene accusato di stupro. Tuttavia, la quasi impossibilità di cambiare l'opinione pubblica diventa subito evidente, e il caso comincia a sembrare uno di quelli che la Pope & Associates' non potrebbe vincere. Olivia insiste sulla presa di Amanda Tanner come un cliente, ma quando scopre che Amanda vuole un incontro con il presidente Grant, Olivia si rende conto che il suo passato potrebbe interferire con il caso.

## Nemico giurato
- Diretto da: Michael Katleman
- Scritto da: Richard E. Robbins
- Titolo originale: Enemy of the State

### Trama
Mentre la squadra aiuta un dittatore straniero a trovare la moglie e i bambini scomparsi, Olivia scopre che il caso Amanda Tanner ha preso una svolta scioccante, costringendola a lavorare contro il suo ex alleato Cyrus Beene. Cyrus e una squadra scavano segretamente più a fondo nella vita personale della squadra di Olivia e Quinn va ad un appuntamento con un giornalista in cerca di informazioni sul caso Amanda Tanner.

## A ferro e fuoco
- Titolo originale: Crash and Burn
- Diretto da: Steve Robin
- Scritto da: Mark Wilding

### Trama
Quando un aereo precipita, il team deve difendere il pilota deceduto del velivolo da accuse di irregolarità. Si scopre che in realtà non era stato trasmesso alla compagnia un mandato di blocco dell'aereo per problemi strutturali.
Huck è costretto a ripercorrere il suo passato oscuro quando Amanda Tanner scompare e Olivia gli chiede di scoprire dove è il corpo della ragazza. La ragazza viene ritrovata morta. 
Olivia e Grant capiscono che è stato Cyrus a fare uccidere Amanda. 
Il presidente Grant lavora con il Vice Presidente Sally Langston per far approvare il Dream Act, anche se la vicepresidente è contraria all'approvazione.

## La storia
- Titolo originale: The Trail
- Diretto da: Tom Verica
- Scritto da: Jenna Bans

### Trama
Mentre Gideon indaga sul passato di Amanda Tanner, una serie di flashback ci rivelano la campagna elettorale di due anni prima tra Fitzgerald e Sally, il primo incontro di Olivia con Grant durante la campagna elettorale stessa, e la formazione del team di Pope & Associates. Il flashback scava nella vita di Olivia e il suo passato è ricco di eventi.

## Grant: per la gente
- Titolo originale: Grant: For the People
- Diretto da: Roxann Dawson
- Scritto da: Shonda Rhimes

### Trama
Il team si precipita per aiutare Quinn quando si ritrova in una posizione compromettente. Un Cyrus riluttante deve affrontare Olivia quando il capo dello staff del Vice Presidente Billy Chambers fa un annuncio pubblico che scuote l'amministrazione, Grant, la Casa Bianca e Olivia fino al midollo.